# Брайнт, Джордж
Джордж Филлип Брайнт (англ. George Phillip Bryant; 22 февраля 1878, Мелроз, Массачусетс — 18 апреля 1938, Маршфилд, Массачусетс) — американский стрелок из лука, дважды чемпион и бронзовый призёр летних Олимпийских игр 1904.
На Играх 1904 в Сент-Луисе Брайнт участвовал во всех мужских дисциплинах. Он стал чемпионом в двух индивидуальных соревнованиях и занял третье место в командном первенстве.